# Pteronarcys dorsata
Pteronarcys dorsata är en bäcksländeart som först beskrevs av Thomas Say 1823.  Pteronarcys dorsata ingår i släktet Pteronarcys och familjen Pteronarcyidae. Inga underarter finns listade i Catalogue of Life.

## Bildgalleri

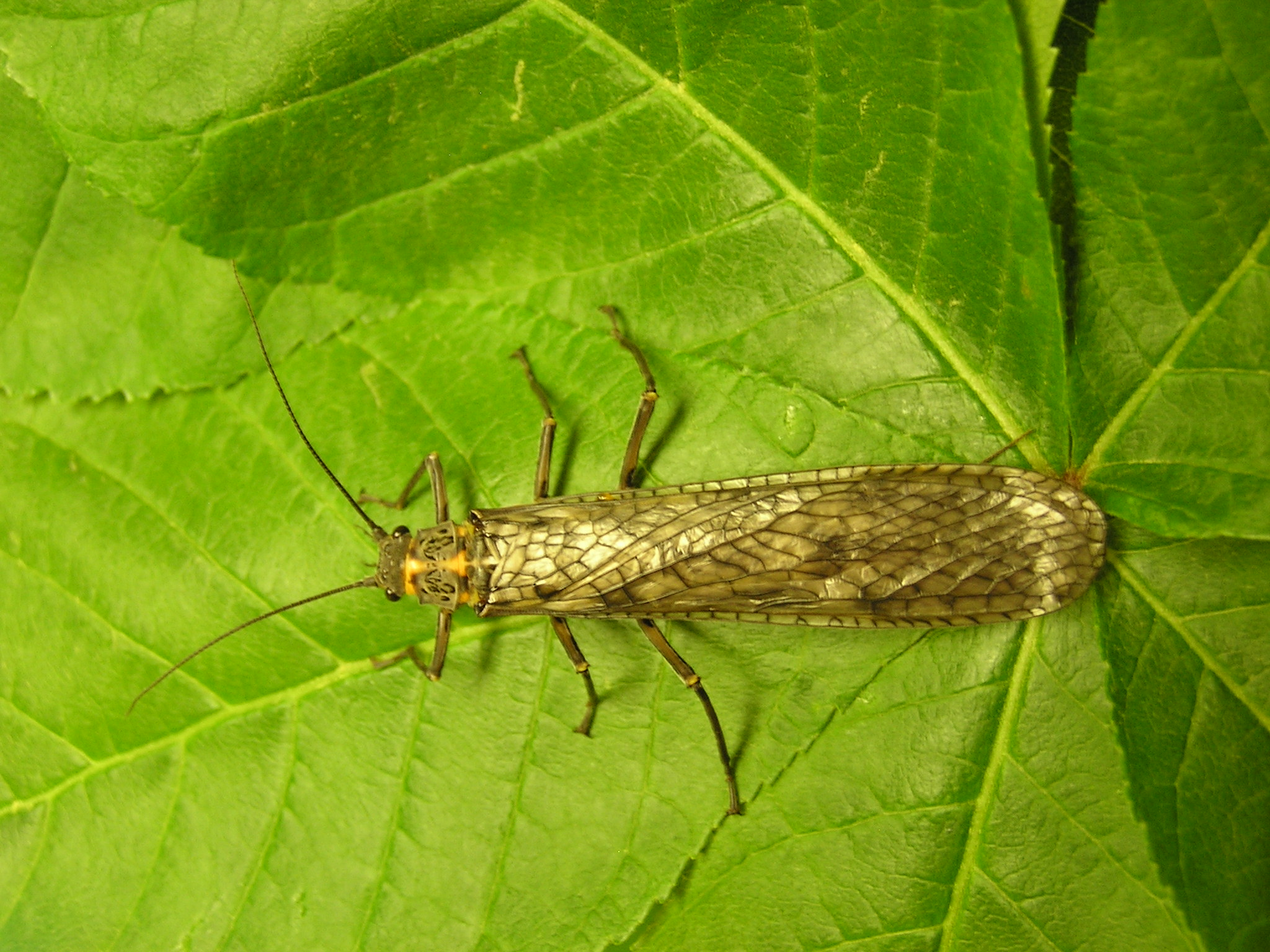